# Стох, Мирослав
Мирослав Стох (словац. Miroslav Stoch; род. 19 октября 1989, Нитра) — словацкий футболист, полузащитник.

## Карьера

### Клубная

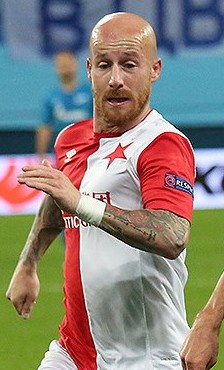
В составе «Славии»

Является воспитанником словацкого клуба «Нитра». В юношеской академии «Нитры» занимался с 1995 года. В основной команде клуба дебютировал в возрасте 16 лет и сыграл 3 матча. Уже тогда молодым нападающим были заинтересованы европейские клубы, среди которых был английский «Челси» и французская «Ницца». В 2006 году всё же перешёл в английский клуб и отправился в молодёжную академию «Челси». Выступая за молодёжный состав «Челси», в сезоне 2006/07 забил 11 мячей и стал лучшим бомбардиром. 30 ноября 2008 года дебютировал в английской Премьер-лиге против лондонского «Арсенала», выйдя на замену вместо Деку на 80-й минуте матча, который завершился поражением «Челси» со счётом 2:1. 16 июля 2009 года на правах аренды на один сезон перешёл в нидерландский клуб «Твенте». 
1 июня 2010 года Стох стал игроком «Фенербахче». Сезон 2013/14 провёл в аренде в греческом ПАОК, за который забил семь мячей в 30 матчах чемпионата Греции. Летом 2014 года отправился в аренду в эмиратский клуб «Аль-Айн».
11 августа 2017 года Стох перешел в пражскую «Славию». Соглашение рассчитано на 2 года.

### Факты
7 января 2013 года Стох был награждён Премией им. Пушкаша за лучший гол 2012 года, который он забил в матче чемпионата Турции против клуба «Генчлербирлиги», опередив в этой номинации Радамеля Фалькао и Неймара.

### Международная
10 февраля 2009 года Стох впервые был вызван в национальную команду Словакии на матч против сборной Украины, где вышел на замену на 69-й минуте. 6 июня 2009 года забил первый мяч за сборную в ворота Сан-Марино в отборочном матче чемпионата мира 2010 года.
7 сентября 2010 года забил победный мяч в Москве в отборочном матче чемпионата Европы 2012 года против команды России (1:0). Это поражение стало единственным для России в отборочном турнире, словаки же заняли только 4-е место в группе, уступив России, Ирландии и Армении.
Участник чемпионата мира 2010 года и чемпионата Европы 2016 года.

## Достижения

### Командные
Челси
- Обладатель Кубка Англии: 2008/09

 Твенте
- Чемпион Нидерландов: 2009/10

 Фенербахче
- Чемпион Турции: 2010/11
- Обладатель Кубка Турции (2): 2011/12, 2012/13

 Славия Прага
- Чемпион Чехии: 2018/19
- Обладатель Кубка Чехии: 2017/18

### Личные
- FIFA Puskás Award: 2012